# Анохин, Пётр Фёдорович
Пётр Фёдорович Ано́хин (3 июня 1891, Петрозаводск, Олонецкая губерния — 10 мая 1922, под Читой) — советский государственный деятель, член ВЦИК, ответственный секретарь Дальбюро.

## Биография
Родился в 1891 году в семье рабочего Александровского завода в Петрозаводске. Окончил начальное училище.
С 1903 года работал разносчиком в Олонецкой губернской типографии. С 1908 года — член Российской социал-демократической рабочей партии. В 1909 году совершил неудачное покушение на филёра Д. И. Иванова. Петербургским военно-окружным судом был приговорён к смертной казни, заменённой на заключение в Шлиссельбургской крепости, где находился с 1910 по 1912 год. В 1912 году выслан на поселение в Иркутскую губернию.
В январе 1918 года вернулся в Петрозаводск, работал конторщиком на Мурманской железной дороге. В апреле 1918 года избран председателем исполкома Олонецкого губернского совета, с 1919 года — Олонецкого губернского военного революционного комитета, с 1920 года — председателем Объединённого президиума Карело-Олонецкого губисполкома и ревкома.
С декабря 1918 года — член Олонецкого губкома ВКП(б). Делегат VIII, IX, X съездов ВКП(б). В августе 1918 года раскрыл контрреволюционный заговор офицеров в Петрозаводске.
Под руководством П. Ф. Анохина в Олонецкой губернии был проведён ряд мер, направленных на восстановление экономики (работы Александровского завода и Мурманской железной дороги), народного образования и культуры.
Принимал участие в отражении нападения белофиннов на Петрозаводск под Сулажгорой в 1919 году.
С мая 1921 года — ответственный секретарь Дальневосточного бюро ЦК РСДРП(б), особый уполномоченный Наркомата иностранных дел ДВР на переговорах с Японией. Член Совета частей особого назначения (ЧОН).
Убит членами банды К. Ленкова на 33-м км Витимского тракта. Был похоронен на территории современной Читинской области. Могила П. Ф. Анохина не сохранилась.

Бюст П. Ф. Анохину в г. Петрозаводске.

## Память
- Писатель Д. Я. Гусаров отразил жизненный путь и деятельность П. Ф. Анохина в художественной повести «Три повести из жизни Петра Анохина».
- Именем П. Ф. Анохина названы улицы в Чите, Медвежьегорске и Петрозаводске.
- Памятники П. Ф. Анохину установлены в Петрозаводске (скульптор В. В. Афанасьев, открыт 24 октября 1968 года на пересечении проспекта Ленина и улицы Анохина)[9] и Чите (сквер имени Анохина, перекресток ул. Анохина и Профсоюзной; открыт в 1964)[10].
- В 1921 году именем П. Ф. Анохина назван пароход Кареллеса «Никитин».
- В 1928 году пароход Северо-Западного речного пароходства «Гагара» (бывший «Царь») был переименован в «Анохин» (списан в 1958 г.)[11].
- В 1989 году именем Анохина был назван сухогруз «Сормовский-3065» Беломорско-Онежского пароходства, в настоящее время принадлежит частному предпринимателю, порт приписки Новороссийск[12][13][14].
- Республиканская типография в г. Петрозаводске носила имя П. Ф. Анохина.